# Донецкая областная военная администрация

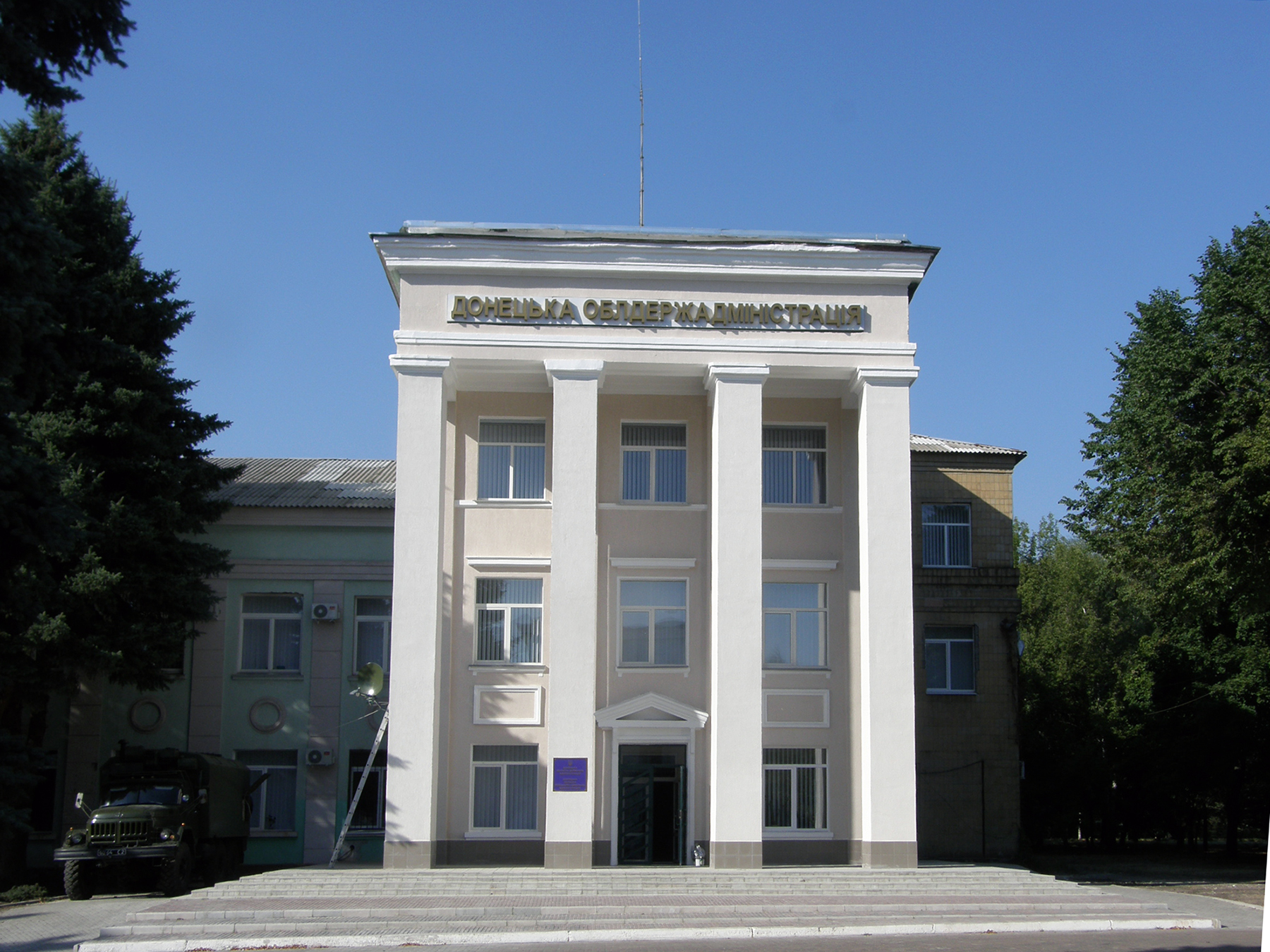
офис Донецкой областной военно-гражданской администрации в Краматорске с августа 2017

Донецкая областная военно-гражданская администрация (укр. Донецька обласна військово-цивільна адміністрація) — местная государственная администрация Донецкой области Украины.
Председатель Донецкой областной государственной администрации назначается на должность и освобождаются от должности Президентом Украины по представлению Кабинета Министров Украины.
Председатель Донецкой областной государственной администрации при осуществлении своих полномочий ответственно перед Президентом Украины и Кабинетом Министров Украины, подотчётен и подконтролен органам исполнительной власти высшего уровня. До начала войны в Донбассе располагалась в Донецке. После была перемещена в Мариуполь, а с 13 октября 2014 года располагается в Краматорске.
С 5 марта 2015 года называется Донецкая областная военно-гражданская администрация (укр. Донецька обласна військово-цивільна адміністрація).

## История

### Председатели
1. Смирнов, Юрий Константинович — представитель президента в Донецкой области: (20 марта 1992 — 14 марта 1995)[4][5]
2. Щербань, Владимир Петрович (11 июля 1995 — 18 июля 1996)[6][7]
3. Поляков, Сергей Васильевич (18 июля 1996 — 14 мая 1997)[8][9]
4. Янукович, Виктор Фёдорович (14 мая 1997 — 21 ноября 2002)[10][11]
5. Близнюк, Анатолий Михайлович (23 ноября 2002 — 21 января 2005)[12][13]
6. Логвиненко, Владимир Иванович (и. о.: 21 января — 4 февраля 2005)
7. Чупрун, Вадим Прокофьевич (4 февраля 2005 — 3 мая 2006)[14][15]
8. Дергунов, Сергей Геннадиевич (и. о.: 4 — 16 мая 2006)
9. Логвиненко, Владимир Иванович (16 мая 2006 — 18 марта 2010)[16][17]
10. Близнюк, Анатолий Михайлович (18 марта 2010 — 12 июля 2011)[18][19]
11. Шишацкий, Андрей Владимирович (12 июля 2011 — 2 марта 2014)[20][21]
12. Тарута, Сергей Алексеевич (2 марта — 10 октября 2014)[22][23]
13. Кихтенко, Александр Тимофеевич (10 октября 2014 — 11 июня 2015)[24][25]
14. Жебровский, Павел Иванович (11 июня 2015 — 13 июня 2018)[26][27]
15. Куць Александр Иванович (22 июня 2018 — 5 июля 2019)[28][29]
16. Кириленко, Павел Александрович (5 июля 2019 — 5 сентября 2023)[30][31]
17. Мороз Игорь Викторович (и. о.: 5 сентября — 27 декабря 2023)
18. Филашкин, Вадим Сергеевич (с 27 декабря 2023)[32]

#### Заместители
- Грымчак, Юрий Николаевич (2005—2006)

## Структура

### Аппарат[33]
- Организационное управление
- Управление кадрового обеспечения и по вопросам наград
- Юридическое управление
- Управление делопроизводства и контроля
- Управление взаимодействия с правоохранительными органами, предупреждения и выявления коррупции
- Отдел по обеспечению деятельности председателя облгосадминистрации
- Управление финансового обеспечения
- Управление по вопросам обращения граждан и доступа к публичной информации
- Отдел информационно-компьютерного обеспечения
- Отдел администрирования государственного реестра избирателей
- Сектор по вопросам режимно-секретной работы
- Сектор хозяйственного обеспечения
- Сектор по обеспечению доступа к публичной информации

### Структурные подразделения[34]
- Департамент агропромышленного развития
- Департамент экономики
- Департамент социальной защиты населения
- Департамент развития базовых отраслей промышленности
- Департамент финансов
- Департамент капитального строительства
- Департамент жилищно-коммунального хозяйства
- Департамент экологии и природных ресурсов
- Департамент здравоохранения
- Департамент образования и науки
- Департамент инвестиционно-инновационного развития и внешних отношений
- Департамент по вопросам внутренней политики
- Управление градостроительства и архитектуры
- Управление по вопросам гражданской защиты, мобилизационной и оборонной работы
- Управление культуры и туризма
- Управление по делам семьи и молодежи
- Управление по вопросам физической культуры и спорта
- Управление информационной политики и по вопросам прессы
- Управление хозяйственно-транспортного обеспечения
- Инспекция государственного технического надзора
- Инспекция качества и формирования ресурсов сельскохозяйственной продукции
- Служба по делам детей
- Государственный архив области

## Руководство
- Председатель — Вадим Сергеевич Филашкин
- Первый заместитель председателя — Юрий Олегович Винокуров
- Заместители председателя: Игорь Алексеевич Бойко, Александр Николаевич Шевченко
- Руководитель аппарата — Ольга Александровна Мосина